# Cerkiew św. Paraskewy w Lipie
Cerkiew św. Paraskewy w Lipie – drewniana parafialna cerkiew greckokatolicka, znajdująca się w Lipie, w gminie Bircza, w powiecie przemyskim.
Cerkiew została zbudowana w 1830–1843, remontowana w 1919. Jest to cerkiew o konstrukcji zrębowej, trójdzielna z trójbocznie zamkniętym prezbiterium i prostokątnym przedsionkiem. Dach blaszany jednokalenicowy, sześciopołaciowy o trzech hełmach baniastych jednakowej wielkości.

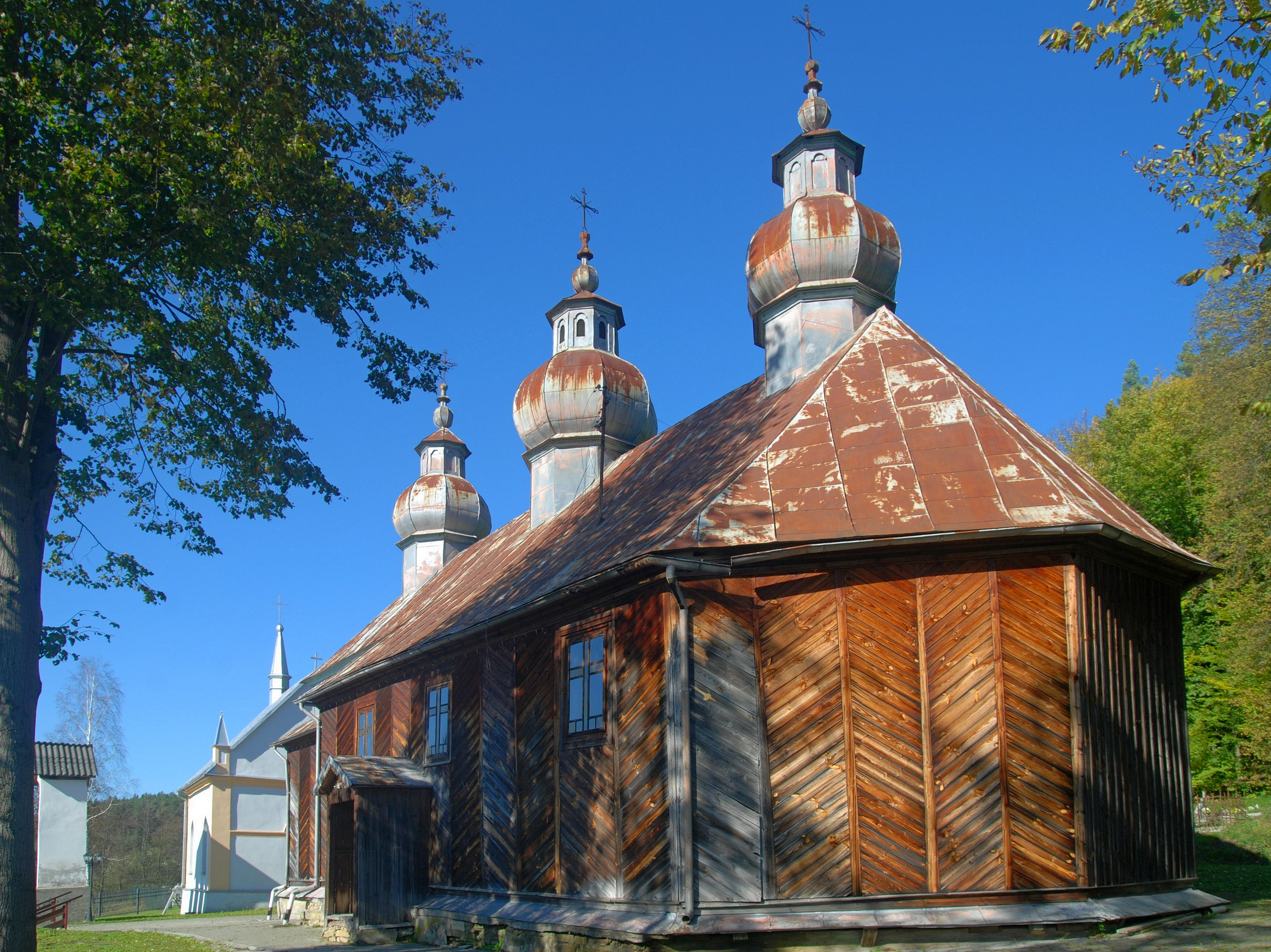
Widok od prezbiterium
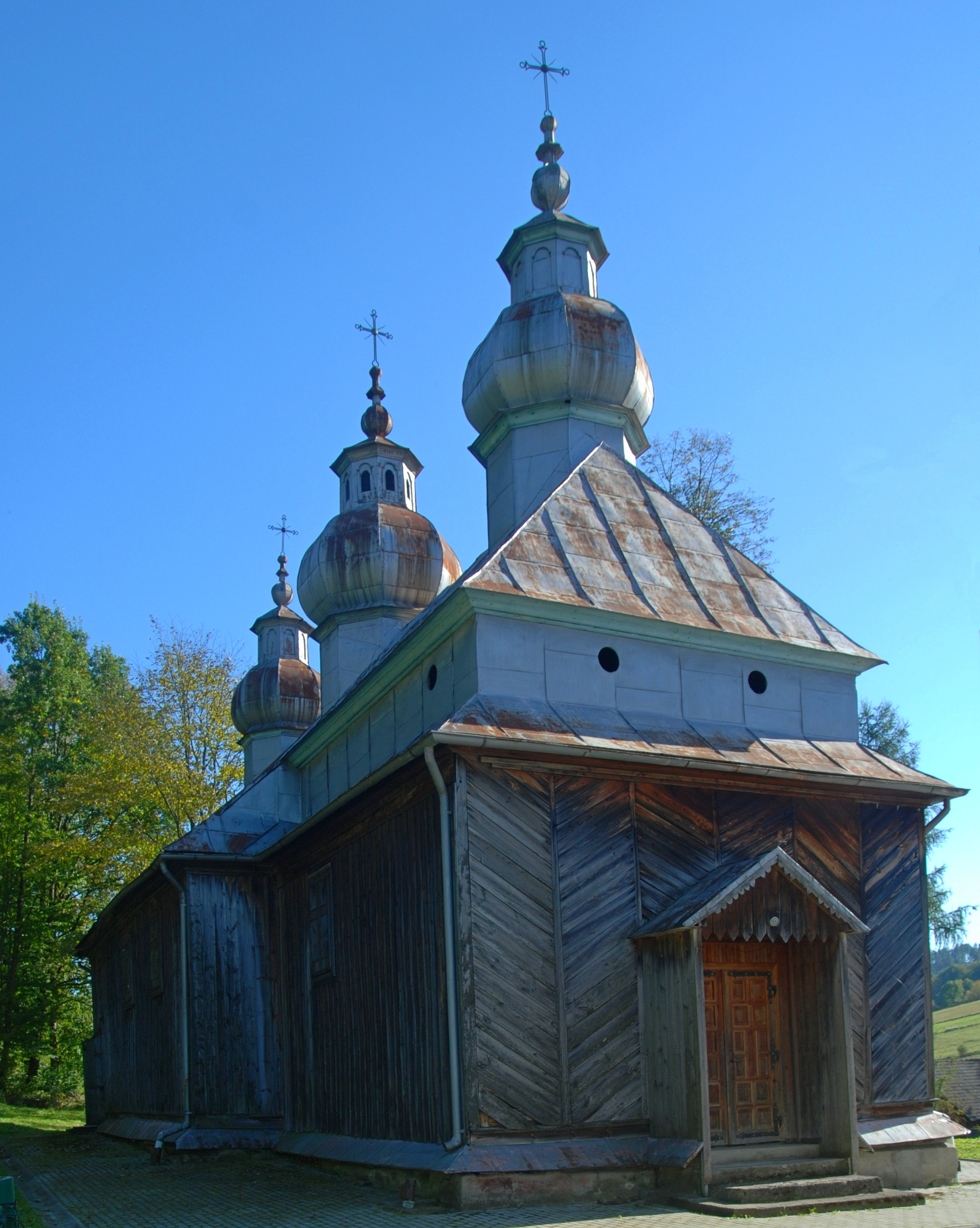
Elewacja frontowa
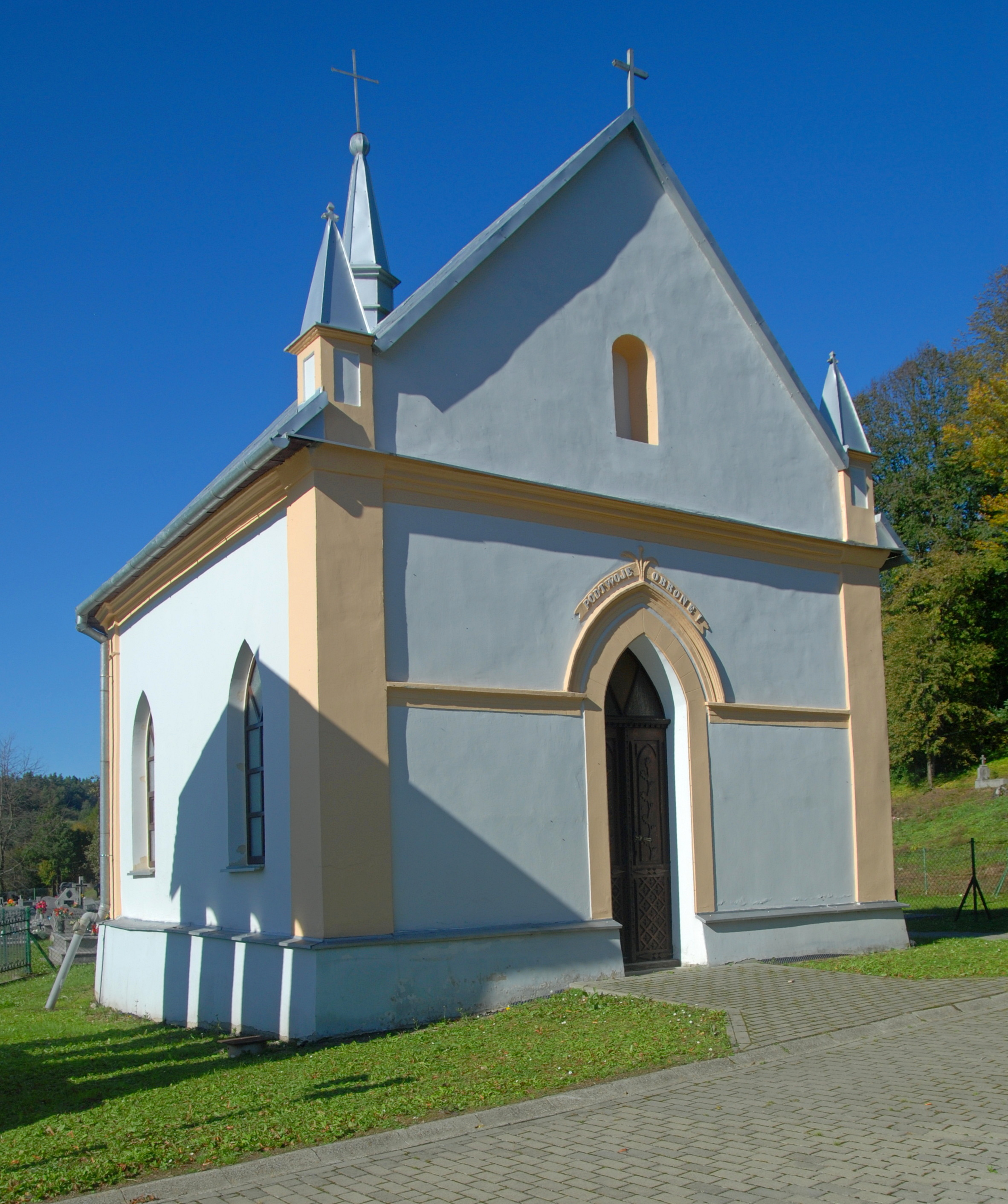
Kaplica grobowa Zarembów

W osi cerkwi przed wejściem stoi murowana kaplica grobowa Zarembów z połowy XIX wieku oraz dzwonnica parawanowa z drugiej połowy tego wieku.
Po wojnie, do czasu wybudowania nowego kościoła około 2000, cerkiew była użytkowana przez kościół rzymskokatolicki (pw. Wniebowstąpienia Pańskiego).
Do parafii greckokatolickiej w Lipie należała również cerkiew w Brzeżawie (do 1930), Malawie (od 1843) i Jaworniku Ruskim (do 1843).